# Tillandsia ropalocarpa
Tillandsia ropalocarpa är en gräsväxtart som beskrevs av Éduard-François André. Tillandsia ropalocarpa ingår i släktet Tillandsia och familjen Bromeliaceae. Inga underarter finns listade i Catalogue of Life.